# World Upside Down
World Upside Down è il quinto album degli House of Lords, uscito il 23 maggio 2006 per l'Etichetta discografica Frontiers Records.

## Tracce
1. Mask of Eternity (Overture No. 1) 1:45
2. These Are the Times (Bell, Christian, Kent) 4:20
3. All the Way to Heaven (Bell, Christian, Kent) 4:31
4. Field of Shattered Dreams (Bell, Christian, Kent) 5:51
5. I'm Free (Bell, Christian, Kent) 4:05
6. All the Pieces Falling (Fritzsching, Kent, Lewis) 5:29
7. Rock Bottom (Bell, Christian, Pelcer) 3:52
8. Million Miles (Christian, Martin) 5:06
9. Your Eyes (Bell, Christian, Kent) 4:15
10. Ghost of Time (Martin, Martin) 4:15
11. My Generation (Bell, Christian, Kent) 4:34
12. S.O.S. in America (Bell, Christian, Kent) 4:43
13. World Upside Down (Nagourney, Pelcer) 4:25

## Formazione
- James Christian - voce
- Jimi Bell - chitarra
- Jeff Kent - basso, tastiere
- BJ Zampa - batteria
- Gregg Giuffria - tastiere

### Altri musicisti
- Robin Beck - cori
- Terry Brock - cori